# Giuseppe Fancelli
Pour les articles homonymes, voir Fancelli.
À ne pas confondre avec le ténor italien Giuseppe Fancelli (it) (1833-1887).
Giuseppe Fancelli, né à Bologne le 23 février 1763 et mort en 1840 dans la même ville, est un peintre et décorateur italien. Spécialisé dans l'ornement et la peinture de paysage, il est le fils du décorateur Petronio Fancelli et a comme frère le peintre Pietro Fancelli.

## Biographie
Giuseppe Fancelli naît du peintre Petronio Fancelli et d'Orsola Bendelli en 1763. Il est béni à Bologne le 23 février. Il apprend les bases de l'art de son père, avant d'aller étudier à l'Académie des beaux-arts de Venise, la famille s'étant installée dans la ville en 1774. Il poursuit ensuite ses études à l'École de décoration de Bologne, où il décroche un prix en architecture en 1788, remis par l'Accademia Clementina.
Après ses études, Giuseppe commence sa carrière de décorateur, entreprenant de nombreux projets de décoration de bâtiments religieux et palais des environs de Bologne, souvent avec son frère Pietro, qui réalisait les figures. Il se spécialisait dans la peinture de paysages et d'ornements. Il décore aussi de nombreux monuments funéraires au Cimetière monumental de la Chartreuse de Bologne. En 1802, à la mort du peintre Gaetano Gandolfi, il prend part à un chantier majeur à l'église San Giacomo Maggiore de Bologne en tant qu'ornemaniste pour réaliser un monument funéraire à son honneur.
Il meurt à Bologne en 1840. Il avait comme élève Onofrio Zanotti.

## Œuvres
L'art de Giuseppe Fancelli était considéré comme très influent dans la peinture de paysage et l'ornement bolonais. Il fait preuve d'un bon usage de la perspective et de la quadratura, comme le démontrent ses nombreuses commandes religieuses.
Il décore notamment les chapelles de l'église San Benedetto de Bologne (en), qui finissent par être remaniées à la fin du siècle, même si les réalisations de Fancelli finissent par être conservées à la caisse d'épargne de Bologne (it), l'église San Carlo, aussi à Bologne et aujourd'hui détruite, ou encore la chapelle abbatiale de l'église San Giovanni in Monte de Bologne (en), sous la forme d'un cadre pour le retable de Lorenzo Costa, lui aussi détruit. On retrouve aussi de ses œuvres dans la basilique San Martino de Bologne, à l'oratoire San Bartolomeo di Reno (en) et au palazzo Merendoni,,.
Au cimetière de la chartreuse de Bologne, il décore les tombes de citoyens notables comme Giacomo Malvezzi Campeggi, en 1806, Claudia Marianna Albertazzi, en 1816, et Ginevra Gozzadini Malvasia Zambeccari et Anna Conti Castelli en 1817. Ces monuments sont d'un style néo-renaissance, mais incorporent des éléments néo-classiques plus orthodoxes, comme des motifs du style d'Antonio Basoli. Plusieurs plans de monuments funéraires sont gardés à la caisse d'épargne. Il y a réalisé un total de onze monuments, dont cinq avec Pietro, quatre par lui-même, et les deux derniers avec Alessandro Barbieri et Luigi Bertacchi.
Des dessins conservés à la caisse d'épargne et à la Pinacothèque nationale de Bologne témoignent de son activité de peintre paysagiste, ceux-ci présentant des éléments comme la campagne bolonaise ou la vallée du Reno. On cite notamment une Veduta della Madonna del Monte, réalisée en 1795, un San Mamante di Lizzano in Belvedere, de 1825 ou une La veduta della piazza di Porretta de 1827, qui présentent tous une intention décorative plutôt qu'iconographique.

Quelques œuvres
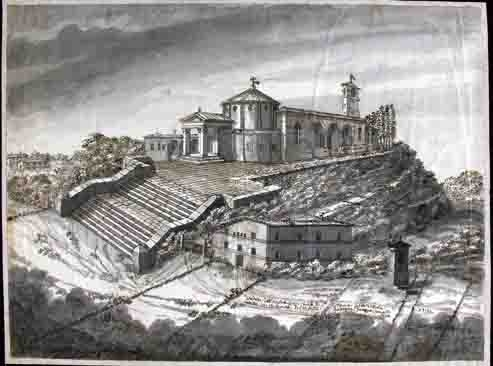
Veduta della Madonna del Monte, 1795.
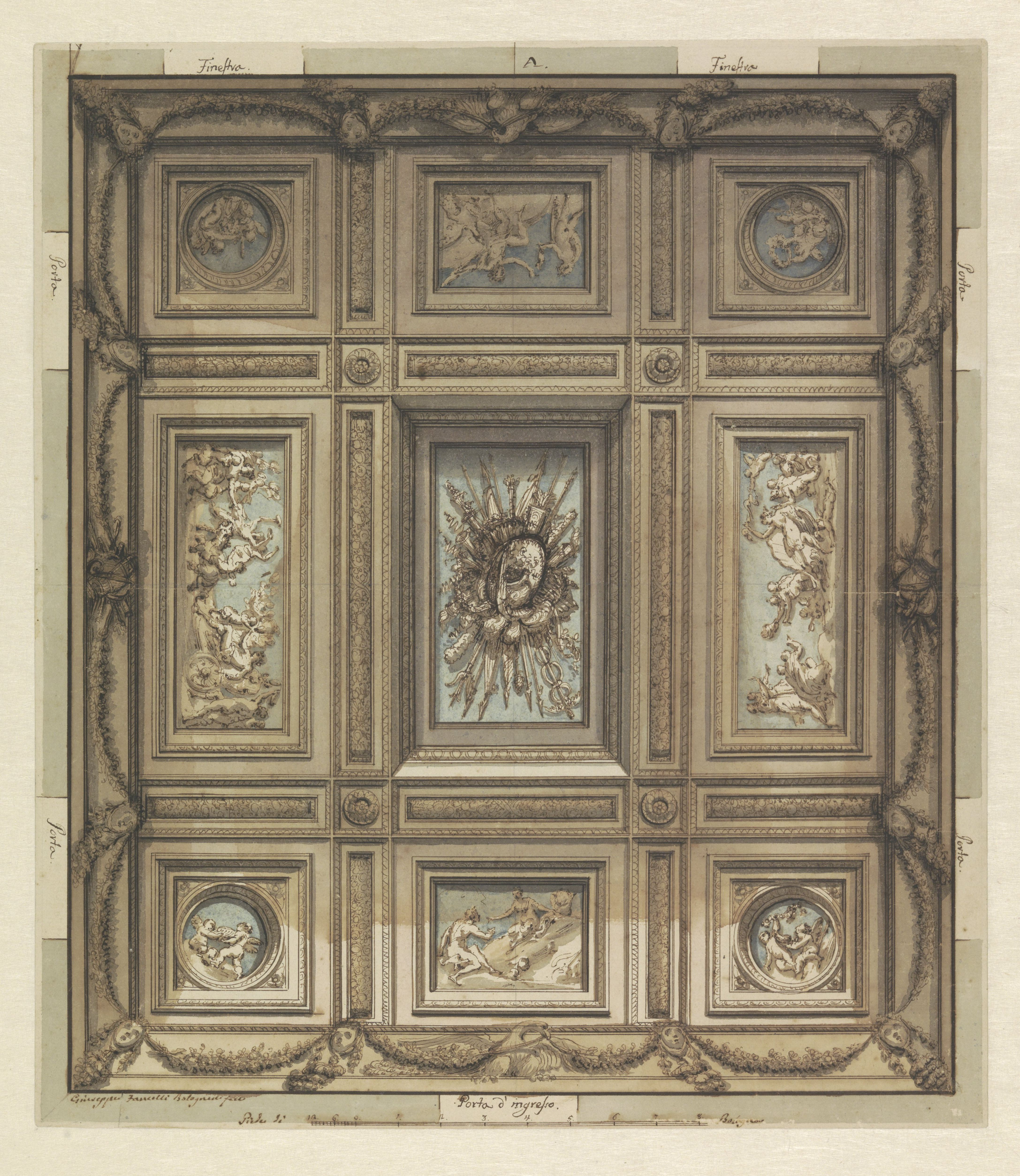
Croquis d'un plafond d'église à la quadratura.